# Don't Want to Be a Fool
"Don't Want to Be a Fool" é uma canção gravada pelo cantor norte-americano Luther Vandross e lançada como segundo single do álbum Power of Love (1991). O single alcançou a quarta posição na parada de singles R&B em 14 de setembro de 1991 e a nona posição na Billboard Hot 100 em 2 de novembro do mesmo ano.

## Faixas
Fita cassette (EUA), CD single
1. "Don't Want To Be A Fool" — 4:35

## Paradas
| Paradas (1991)                                           | Melhor posição |
| -------------------------------------------------------- | -------------- |
| Estados Unidos – Billboard Hot 100                       | 9              |
| Estados Unidos – Billboard Hot R&B Singles               | 4              |
| Estados Unidos – Billboard Hot Adult Contemporary Tracks | 5              |